# Jesús del Gran Poder

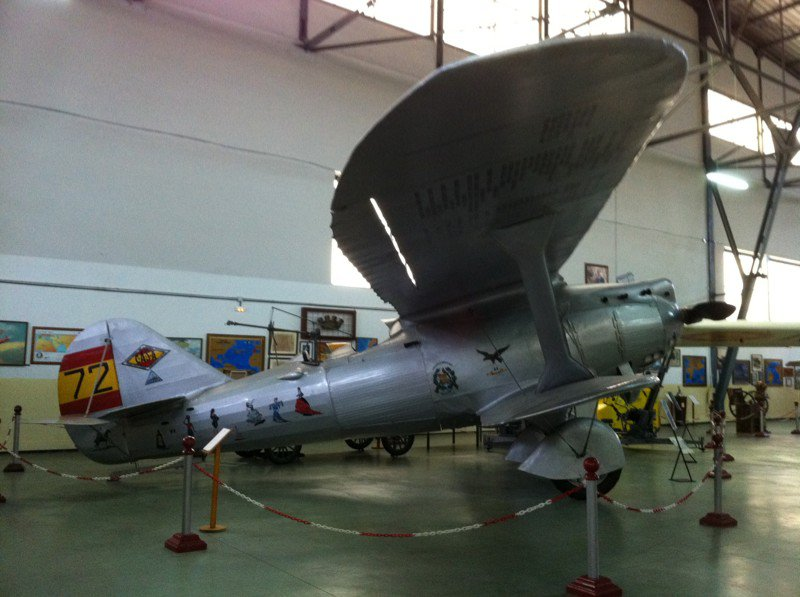
Foto del lateral del Jesús del Gran Poder, exposat en el Museu d'Aeronàutica i Astronàutica d'Espanya (2011).

El Jesús del Gran Poder és una variant especial de l'avió Breguet 19, denominada Breguet 19 G.R. (Grand Raid), amb matrícula 12-72.
Va realitzar un vol transatlàntic històric des de Sevilla, a Espanya, fins a Bahia a Brasil, d'uns 6.716 km, enlairant el 24 de març de 1929. Es troba exposat des de 1968 en el Museu d'Aeronàutica i Astronàutica d'Espanya, en Madrid.

## Història
Després de la celebració d'un concurs al febrer de 1923, els primers trenta models Breguet 19 van ser adquirits directament del fabricant francès i els següents a Construcciones Aeronáuticas S.A. (CASA), empresa que es va fundar en 1923 per fabricar amb llicència aquest tipus d'avió i que va construir 203 unitats, la primera de les quals va volar al novembre de 1926.

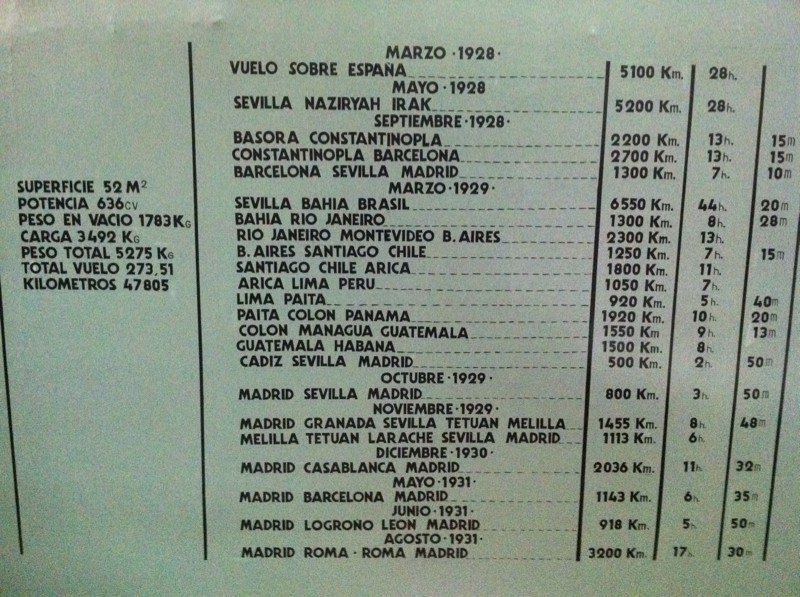
Detall pintat en l'ala dreta de l'avió amb les dades de la ruta i de l'avió (2011).

L'empresa CASA va construir dos aparells d'altres variants especials, una denominada Breguet 19 Bidon i una altra del Breguet 19 Super Bidon. Aquest últim, batejat amb el nom Cuatro Vientos, va desaparèixer pilotat per Mariano Barberán i Collar sobre la península del Yucatán durant un vol l'Havana-Mèxic, després d'haver efectuat un gran salt de 6.300 km sobre el mar. Tant aquest últim com la primera versió especial tenien adaptacions per augmentar la seva autonomia i poder realitzar vols de llarga distància. Tots dos van ser lliurats de la fàbrica de Getafe a l'Exèrcit de l'Aire d'Espanya al març de 1928, amb nombres de construcció 41 i 42 i matrícules militars 12-71 i 12-72, respectivament.
El 30 d'abril de 1928 va ser batejat com "Jesús del Gran Poder" per la reina Victòria Eugènia de Battenberg, en una cerimònia celebrada a l'aeròdrom de Tablada de Sevilla. Aquest Breguet 19 G.R. tenia un motor Hispano Suiza 51V de 600 CV i un dipòsit amb capacitat per 5.000 litres de gasolina. Va ser decorat per Lafita i Manzano amb dibuixos típics al·lusius de províncies espanyoles.

## Vols
Alguns dels seus vols més assenyalats són els següents:
- El 26 d'abril de 1928 l'avió es va enlairar de Tablada amb els capitans Ignacio Jiménez Martín i Francisco Iglesias Brage i va realitzar un vol de prova que va durar 28 hores, batent un rècord nacional.[2]
- L'11 de maig de 1928 van realitzar un altre vol des de Tablada que es va estavellar contra una camioneta en el mateix aeròdrom.[2]
- El 29 de maig de 1928 l'avió va emprendre un vol a Bombai, però una avaria els va obligar a prendre terra prop de Bàssora.[2]
- L'avió va emprendre un vol el 24 de març de 1929 des de la base aèria de Tablada fins a Bahía (Brasil).[2]